# Teotihuacán de Arista
Teotihuacán de Arista – miasto w Meksyku, w stanie Meksyk.